# Haslund-Ølst Kommune
Haslund-Ølst Kommune var en dansk sognekommune i Randers Amt fra 1842 til 1970. Kommunen bestod af Haslund og Ølst Sogne. Den blev ved kommunalreformen i 1970 en del af Randers Kommune.